# Honda Indy 225 2003
Honda Indy 225 2003 var ett race som var den sjätte deltävlingen i IndyCar Series 2003. Racet kördes den 15 juni på Pikes Peak International Raceway. Scott Dixon fick åter vind i seglen, och tog sin andra vinst för säsongen, skuggad av mästerskapsledaren Tony Kanaan.

## Slutresultat
| Plats | Förare            | Team                     | Grid |
| ----- | ----------------- | ------------------------ | ---- |
| 1     | Scott Dixon       | Chip Ganassi Racing      | 6    |
| 2     | Tony Kanaan       | Andretti Green Racing    | 1    |
| 3     | Gil de Ferran     | Marlboro Team Penske     | 4    |
| 4     | Dario Franchitti  | Andretti Green Racing    | 7    |
| 5     | Sam Hornish Jr.   | Panther Racing           | 14   |
| 6     | Tora Takagi       | Mo Nunn Racing           | 5    |
| 7     | Kenny Bräck       | Team Rahal               | 8    |
| 8     | Tomas Scheckter   | Chip Ganassi Racing      | 9    |
| 9     | Buddy Rice        | Cheever Racing           | 16   |
| 10    | Buddy Lazier      | Hemelgarn Racing         | 17   |
| 11    | Scott Sharp       | Kelley Racing            | 10   |
| 12    | Hélio Castroneves | Marlboro Team Penske     | 2    |
| 13    | Felipe Giaffone   | Mo Nunn Racing           | 3    |
| 14    | Al Unser Jr.      | Kelley Racing            | 20   |
| 15    | Robbie Buhl       | Dreyer & Reinbold Racing | 18   |
| 16    | Vitor Meira       | Team Menard              | 22   |
| 17    | Roger Yasukawa    | Fernández Racing         | 11   |
| 18    | Greg Ray          | Access Motorsports       | 12   |
| 19    | Dan Wheldon       | Andretti Green Racing    | 13   |
| 20    | Sarah Fisher      | Dreyer & Reinbold Racing | 19   |
| 21    | Jaques Lazier     | A.J. Foyt Enterprises    | 15   |
| 22    | A.J. Foyt IV      | A.J. Foyt Enterprises    | 21   |